# دبليو دبليو إي سماكداون ضد رو 2008
دبليو دبليو إي سماكداون ضد رو 2008 (بالإنجليزية: WWE SmackDown vs. Raw 2008)‏ هي لعبة فيديو صدرت في 9 نوفمبر 2007، وهي متوفرة على أجهزة بلاي ستيشن 3 وبلاي ستيشن 2 وبلاي ستيشن بورتبل ونينتندو دي إس ووي وإكس بوكس 360. اللعبة من تطوير يوكز وأمايز إنترتيمنت ومن نشر تي إتش كيو.

## وصلات خارجية
- دبليو دبليو إي سماكداون ضد رو 2008 على موقع IMDb (الإنجليزية)
- دبليو دبليو إي سماكداون ضد رو 2008 على موبي غيمز
- WWE SmackDown vs. Raw 2008 (Nintendo DS) على موبي غيمز